# Butaganzwa (Kayanza)
Butaganzwa è un comune del Burundi situato nella provincia di Kayanza con 51.601 abitanti (censimento 2008).

## Geografia antropica

### Suddivisioni amministrative
Il comune è suddiviso in 20 colline.